# オットー・ジンガー

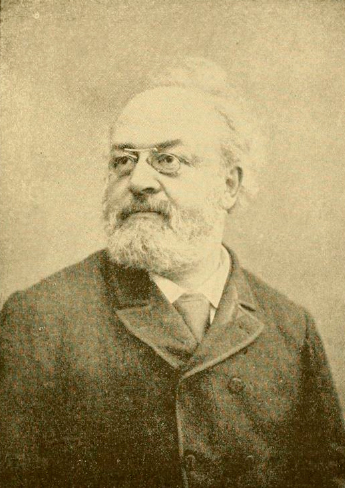
オットー・ジンガー

オットー・ジンガー（1世）（Otto Singer I、1833年7月26日 - 1894年1月3日）はドイツのピアニスト、指揮者、作曲家。のちにアメリカでも活動した。
同じく音楽家である息子のオットー・ジンガー2世（Otto Singer II（英: Jr. / 独: Sohn）、1863年9月14日 - 1931年1月8日）についてもこの項で述べる。

## 生涯
ジンガーは、ザクセン王国ヴィルテンのゾラで生まれた。ドレスデンで教育を受け、1851年から1855年にかけてライプツィヒ音楽院でイグナーツ・モシェレス、モーリッツ・ハウプトマンに師事する。その後1865年までをライプツィヒで過ごし、フランツ・リストのいたヴァイマルへの短い滞在を経て、ジンガーは1867年、ニューヨークに渡った。
1873年にはシンシナティに移り、セオドア・トーマスの下で音楽助監督となる。同じ年に一回目のシンシナティ・メイ・フェスティバルが開かれている。ジンガーはアメリカ独立百周年を記念したカンタータ「ピルグリム・ファーザーズの上陸」(The Landing of the Pilgrim Fathers)を1876年のフェスティヴァルのために、また1878年のシンシナティ音楽堂のこけら落としのために「祝典頌歌」(Festival Ode)を作曲した。その他にも様々な合唱協会 (聖歌隊) (en:Choral Society)で指揮を行い、1892年までシンシナティ音楽大学で教鞭を執ったのち、ニューヨークに戻りそこで没した。ジンガーはリストとリヒャルト・ワーグナーの熱心かつ積極的な信徒であり、それは彼の作品と、ピアノ演奏の両方に表れた。カンタータ以外の作品には交響曲をはじめ、複数のピアノソナタやピアノ協奏曲、室内楽曲やオルガン曲などがある。
彼の息子であるオットー・ジンガー2世（ドイツ語版）はアメリカで教育を受けたあとドイツで作曲家、指揮者、編曲家として活動し、ヴォーカルスコアを含む大量のピアノ用編曲を残した。その中にはルートヴィヒ・ヴァン・ベートーヴェンの全ての交響曲や、少なくとも57曲を超えるリストの歌曲、ヨハネス・ブラームスの全交響曲、リヒャルト・シュトラウスの全交響詩、ワーグナーの歌劇・楽劇のヴォーカルスコア（12曲。一部ピアノのみの編曲が含まれる）、加えてアントン・ブルックナー、エクトル・ベルリオーズ、ヴォルフガング・アマデウス・モーツァルト、グスタフ・マーラー、オイゲン・ダルベール、フレデリック・ディーリアス、ピョートル・チャイコフスキーなどの作品が含まれている。